# Papež Sergij III.
Sergij III. (latinsko Papa Sergius Tertius), italijanski rimskokatoliški škof in papež; * okrog 860 Rim, (Lacij, Papeška država, Frankovsko cesarstvo danes: Italija), † 14. april 911 Rim (Papeška država, Sveto rimsko cesarstvo, danes: Italija) 

Papež je bil od 29. januarja 904 do 14. aprila 911. 

## Življenjepis

### Cerkveni vzpon
Sergij (Sergio) je bil sin rimskega plemiča Benedikta (Benedetto),. Izhajal je iz plemenite rimske družine, čeprav nekateri menijo, da je bil v sorodstvu z družino Teofilakta, tuskulskega grofa. Za subdiakona ga je posvetil papež Marin I., nakar ga je povzdignil v čast diakona papež Štefan V.. Med Formozovim papeževanjem (891–896) je bil član plemiške stranke, ki je podpirala svetorimskega cesarja Lamberta II., ki je bil nasprotnik Formoza in papeškega cesarskega kandidata Arnulfa. Formoz je posvetil Sergija za škofa pri Santa Maria di Ceri v Cerveteriju 893, verjetno z namenom, da bi ga oddaljil od papeškega Rima, česar mu Sergij ni nikoli odpustil.  

Po Formozovi smrti se je Sergij odpovedal škofijski službi, češ da je bil posvečen proti svoji volji. Ko se je odpovedal škofovskemu in tudi duhovniškemu posvečenju, ki mu jih je podelil papež Formoz, se je vrnil v diakonski stan. Odpoved škofijskemu sedežu in duhovniškemu posvečenju je možno razložiti le v zvezi s prepirom o veljavnosti Formozovih posvečenj. 

Sergij je svojevoljno prenehal biti škof v Cerveteriju s Formozovo smrtjo 896, ko je njegov naslednik Štefan VI. razglasil vse njegove posvetitve za neveljavne s tem, da je Sergijeva posvečenja pozneje potrdil Teodor II.. On je dejavno sodeloval tudi pri proslulem Mrliškem zboru, ki je obsodil Fomozovo papeževanje. 

S Teodorjevo smrtjo konec 897 je nekaj rimskih plemenitašev, ki jih je vodil njegov oče Benedikt, poskusilo izvoliti za papeža Sergija, v nasprotju z željami cesarja Lamberta, ki je bil tudi spoletski vojvoda. Čeprav so ga pravzaprav izvolili, ni mogel prevzeti službe, ker je tekmec papež Janez IX., ki je bil tudi izvoljen, z Lambertovo podporo bil uspešno ustoličen za novega papeža. Eno od njegovih prvih dejanj je bilo sklicanje cerkvenega zbora, ki je izobčil Sergija in njegove sledbenike. Lambert ga je poslal v izgnanstvo in se zatekel v svojo škofijo Ceri, kjer je prišel pod varstvo tuskanskega grofa Adalberta II., a od svojih načrtov ni odstopil.  

## Papež
Šest let kasneje so se njegove pohlepne želje uresničile: januarja 904 je s pomočjo rodbine rimskega konzula Teofilakta nasilno odstranil Krištofa in se dal izvoliti kot Sergij III. za papeža. Leta svojega papeževanja je raje štel od svoje prve izvolitve kot pa od svojega posvečenja pri drugi izvolitvi 904. 

Kot neizprosni Formozov sovražnik je vsa njegova posvetilna dejanja takoj razglasil za neveljavna ter odstavil vse njegove pristaše - verjetno samo v Rimu ali po Papeški državi. 

Pri njegovem vzponu so imele pomembno vlogo ženske iz Teofilaktovega sorodstva. V zvezi z veliko vlogo žensk na papeškem dvoru je nastala tudi legenda o papežinji Ivani, v katere resničnost so verjeli vse do 19. stoletja. Ko je pa enkrat Sergij sedel trdno v papeškem sedlu, se je od Marozie oddaljil in ona se je srečno poročila z Alberikom. O razmerju Sergija do Marozie poročajo tudi nekateri papeški seznami. Marozia se je najbrž okoli 915 poročila, a ni gotovo, če cerkveno, z Alberikom Spoletskim, in tako zapečatila zvezo med rimskim plemstvom in spoletsko hišo. 

### Klinijsko gibanje
Prav v času, ko je bila najvišja služba v Cerkvi v brezobzirnih bojih za oblast rimskih plemiških rodovin v odsotnosti cesarske oblasti globoko ponižana, se je porodilo novo duhovno središče, ki je z bogastvom svojega močnega duhovnega življenja oplajalo resno in odgovorno redovno življenje po številnih samostanih in prek njih med vernim ljudstvom v dobršnem delu Evrope: leta 909 je akvitanski vojvoda Viljem ustanovil opatijo Cluny v Burgundiji in jo poveril odločnemu in pobožnemu opatu Bernonu. Moč samostana je bila predvsem v njegovem bogatem molitvenem življenju in bogoslužju ter v njegovi notranji in zunanji svobodi: samostan je sam svobodno volil svojega opata ter bil izvzet iz jurisdikcije krajevnega škofa in podvržen neposredno apostolskemu sedežu, ki je v tujini užival veliko večji ugled kot v samem Rimu. Že v času opata Bernona (909-927) se je prenovitvenim prizadevanjem Clunyja pridružilo šest burgundskih samostanov, njegov vpliv pa je naglo rastel. S tem se je začela v Cerkvi znamenita gregorijanska reforma.

Zanimivo je, da je v našem času v neposredni bližini Clunyja nastalo novo duhovno središče Taizé. To ekumensko skupnost je 1942 ustanovil tragično preminuli pastor Roger Schutz, znan po svetu kot brat Roger (1915–2005). Tudi tu je poglavitni poudarek na molitvi, osebnem in skupnem srečanju z Bogom, na delu za edinost kristjanov in za mir med vsemi ljudmi po svetu. 

### Cesar se obrne na papeža
Bizantinski cesar Leon VI. Modri je svoj čas prepovedal vdovcem sklenitev tretjega zakona; svojo postavo pa je on sam prvi prekršil: ko ni mogel imeti otrok niti s tretjo ženo Evdokijo, se je po njeni smrti četrtič poročil z Zoo. Iz tega razloga je carigrajski patriarh Nikolaj Pobožni  izobčil duhovnika, ki je vodil obred, cesarju prepovedal vstop v cerkev, sinu Konstantinu Škrlatnemu pa odrekel slovesen krst. V zadevi sta se stranki obrnili na rimskega papeža in papež Sergij III. je posredoval v tem sporu znotraj carigrajske vzhodne Cerkve. Razsodil je preudarno v smislu prakse zahodne Cerkve in nauka svetega pisma: za četrti zakon ni pravne ovire, saj je bil prost po smrti svoje tretje žene. Cesar Leon VI. je bil zelo zadovoljen s to odločitvijo, obenem pa je odstavil patriarha Nikolaja, ter imenoval za patriarha svojega spovednika Evtihima. Grška duhovščina pa se je razcepila na dve stranki, ki se nista spravili niti tedaj ne, ko je bil cesar tako rekoč prisiljen pred koncem življenja ponovno vrniti Nikolaja na patriarški prestol.  

### Obnovitelj Laterana
Papež Sergij je popolnoma obnovil Lateransko baziliko, v katero so ga tudi pokopali; po drugih virih je pokopan v Baziliki sv. Petra. 

Lateransko baziliko, ki jo je razdejal potres 896, je začel obnavljati že Janez IX. (898–900). Ni pa mogel del dokončati, ker so nastale težave z dobavo gradbenega materiala za ogrodje zaradi neprilik, v katerih se je nahajala dežela okoli Rima. Pontifik je tarnal na ravenskem koncilu cesarju Lambertu, da malitiosi homines (hudobni ljudje) preprečujejo delavcem zbiranje lesa po gozdovih. Ko je začel obnovitvena dela Sergij, se zdi, da so bile ovire odstranjene in da so pri zidavi spoštovali temelje in mere stare stavbe. Ni pa Sergij bil tisti – kot meni napačno Gregorovius – določil za zavetnika bazilike - skupaj z Zveličarjem - sv. Janeza. Imeni Krstitelja in Evangelista, ki jima je bil posvečen benediktinski samostan blizu Laterana, sta bili dodani Zveličarjevemu že po 4. stoletju. Skupaj z baziliko je Sergij obnovil tudi Lateransko palačo, ki se je podrla za časa Štefana VI. in še ni bila popolnoma obnovljena. Da bi označil, kako je dela srečno privedel h koncu, je postavil v cerkev štiri marmornate plošče, ki so pa skozi zgodovinske nemire vse izginile, čeprav je znano, kje so se nahajale. 

### Dela
- »Documenta Catholica Omnia« (v latinščini). Pridobljeno 6. decembra 2011.

- Ščitil je nadškofa Janeza iz Ravene [17] zoper istrskega grofa, in je potrdil ustanovitev številnih novih škofijskih sedežev v Angliji. [13]
- Sergij je prvi papež, ki je koval kovance s svojo podobo. [18]
- Pismo, ki ga vsebuje rotolo opistografo di Antonio Pio -, in ga je naslovil Sergij III. na Janeza, puljskega škofa, v katerem papež zagotavlja škofu, da Berengar ne bo dobil cesarske krone, če prej ne bo oddaljil iz njegove službe istrskega plemiča grofa Albuina, in drugo pismo, ki ga je pisal Janezu iz Pulja ravenski škof Janez (bodoči papež Janez X.), v katerem je govora o nameravanem Berengarjevem potovanju v Rim, pričujeta, da je obstajalo soglasje med papežem in Berengarjem glede cesarskega kronanja, ki pa se je najbrž razdrlo s Sergijevo smrtjo. [5]

## Smrt in spomin
Sergij III. je umrl 14. aprila 911 v Rimu. Pravijo, da je umrl za zastrupljenjem, ki ga je naročila Marozia, ki se ga je bila naveličala; to mnenje pa je osamljeno. 

Pokopan je v Lateranski baziliki, ki jo je popolnoma obnovil, ko jo je 896 razdejal hud potres; drugi menijo, da je pokopan v Baziliki sv. Petra. 

### (Verjeten)Teofilaktovrodovnik
|                                                       |                                                       |                                                       |                                                       |                                                       |                                                       |  |  |                                       |                                       |                                       |                                       |                                       |                                       | Teofilakt I., tuskulski grof 864–924 | Teofilakt I., tuskulski grof 864–924 | Teofilakt I., tuskulski grof 864–924 | Teofilakt I., tuskulski grof 864–924 | Teofilakt I., tuskulski grof 864–924 | Teofilakt I., tuskulski grof 864–924 |                                    |                                    | Teodora         | Teodora         | Teodora                        | Teodora                        | Teodora                        | Teodora                        |                                |                                |                             |                             |                             |                             |  |  |  |  |  |  |  |  |  |  |  |  |  |  |
|                                                       |                                                       |                                                       |                                                       |                                                       |                                                       |  |  |                                       |                                       |                                       |                                       |                                       |                                       | Teofilakt I., tuskulski grof 864–924 | Teofilakt I., tuskulski grof 864–924 | Teofilakt I., tuskulski grof 864–924 | Teofilakt I., tuskulski grof 864–924 | Teofilakt I., tuskulski grof 864–924 | Teofilakt I., tuskulski grof 864–924 |                                    |                                    | Teodora         | Teodora         | Teodora                        | Teodora                        | Teodora                        | Teodora                        |                                |                                |                             |                             |                             |                             |  |  |  |  |  |  |  |  |  |  |  |  |  |  |
|                                                       |                                                       |                                                       |                                                       |                                                       |                                                       |  |  |                                       |                                       |                                       |                                       |                                       |                                       |                                      |                                      |                                      |                                      |                                      |                                      |                                    |                                    |                 |                 |                                |                                |                                |                                |                                |                                |                             |                             |                             |                             |  |  |  |  |  |  |  |  |  |  |  |  |  |  |
| Hugo Italijanski 887-924-948 (tudi poročen z Marozio) | Hugo Italijanski 887-924-948 (tudi poročen z Marozio) | Hugo Italijanski 887-924-948 (tudi poročen z Marozio) | Hugo Italijanski 887-924-948 (tudi poročen z Marozio) | Hugo Italijanski 887-924-948 (tudi poročen z Marozio) | Hugo Italijanski 887-924-948 (tudi poročen z Marozio) |  |  | Alberik I. Spoletski (grof) d. 925    | Alberik I. Spoletski (grof) d. 925    | Alberik I. Spoletski (grof) d. 925    | Alberik I. Spoletski (grof) d. 925    | Alberik I. Spoletski (grof) d. 925    | Alberik I. Spoletski (grof) d. 925    |                                      |                                      |                                      |                                      | Marozia 890–937                      | Marozia 890–937                      | Marozia 890–937                    | Marozia 890–937                    | Marozia 890–937 | Marozia 890–937 |                                |                                |                                |                                | Sergij III. (papež) 904–911    | Sergij III. (papež) 904–911    | Sergij III. (papež) 904–911 | Sergij III. (papež) 904–911 | Sergij III. (papež) 904–911 | Sergij III. (papež) 904–911 |  |  |  |  |  |  |  |  |  |  |  |  |  |  |
| Hugo Italijanski 887-924-948 (tudi poročen z Marozio) | Hugo Italijanski 887-924-948 (tudi poročen z Marozio) | Hugo Italijanski 887-924-948 (tudi poročen z Marozio) | Hugo Italijanski 887-924-948 (tudi poročen z Marozio) | Hugo Italijanski 887-924-948 (tudi poročen z Marozio) | Hugo Italijanski 887-924-948 (tudi poročen z Marozio) |  |  | Alberik I. Spoletski (grof) d. 925    | Alberik I. Spoletski (grof) d. 925    | Alberik I. Spoletski (grof) d. 925    | Alberik I. Spoletski (grof) d. 925    | Alberik I. Spoletski (grof) d. 925    | Alberik I. Spoletski (grof) d. 925    |                                      |                                      |                                      |                                      | Marozia 890–937                      | Marozia 890–937                      | Marozia 890–937                    | Marozia 890–937                    | Marozia 890–937 | Marozia 890–937 |                                |                                |                                |                                | Sergij III. (papež) 904–911    | Sergij III. (papež) 904–911    | Sergij III. (papež) 904–911 | Sergij III. (papež) 904–911 | Sergij III. (papež) 904–911 | Sergij III. (papež) 904–911 |  |  |  |  |  |  |  |  |  |  |  |  |  |  |
|                                                       |                                                       |                                                       |                                                       |                                                       |                                                       |  |  |                                       |                                       |                                       |                                       |                                       |                                       |                                      |                                      |                                      |                                      |                                      |                                      |                                    |                                    |                 |                 |                                |                                |                                |                                |                                |                                |                             |                             |                             |                             |  |  |  |  |  |  |  |  |  |  |  |  |  |  |
|                                                       |                                                       |                                                       |                                                       |                                                       |                                                       |  |  |                                       |                                       |                                       |                                       |                                       |                                       |                                      |                                      |                                      |                                      |                                      |                                      |                                    |                                    |                 |                 |                                |                                |                                |                                |                                |                                |                             |                             |                             |                             |  |  |  |  |  |  |  |  |  |  |  |  |  |  |
| Alda Viennska                                         | Alda Viennska                                         | Alda Viennska                                         | Alda Viennska                                         | Alda Viennska                                         | Alda Viennska                                         |  |  | Alberik II. Spoletski 905–954         | Alberik II. Spoletski 905–954         | Alberik II. Spoletski 905–954         | Alberik II. Spoletski 905–954         | Alberik II. Spoletski 905–954         | Alberik II. Spoletski 905–954         |                                      |                                      | David ali Deodat                     | David ali Deodat                     | David ali Deodat                     | David ali Deodat                     | David ali Deodat                   | David ali Deodat                   |                 |                 | Janez XI. (papež) 931–935      | Janez XI. (papež) 931–935      | Janez XI. (papež) 931–935      | Janez XI. (papež) 931–935      | Janez XI. (papež) 931–935      | Janez XI. (papež) 931–935      |                             |                             |                             |                             |  |  |  |  |  |  |  |  |  |  |  |  |  |  |
| Alda Viennska                                         | Alda Viennska                                         | Alda Viennska                                         | Alda Viennska                                         | Alda Viennska                                         | Alda Viennska                                         |  |  | Alberik II. Spoletski 905–954         | Alberik II. Spoletski 905–954         | Alberik II. Spoletski 905–954         | Alberik II. Spoletski 905–954         | Alberik II. Spoletski 905–954         | Alberik II. Spoletski 905–954         |                                      |                                      | David ali Deodat                     | David ali Deodat                     | David ali Deodat                     | David ali Deodat                     | David ali Deodat                   | David ali Deodat                   |                 |                 | Janez XI. (papež) 931–935      | Janez XI. (papež) 931–935      | Janez XI. (papež) 931–935      | Janez XI. (papež) 931–935      | Janez XI. (papež) 931–935      | Janez XI. (papež) 931–935      |                             |                             |                             |                             |  |  |  |  |  |  |  |  |  |  |  |  |  |  |
|                                                       |                                                       |                                                       |                                                       |                                                       |                                                       |  |  |                                       |                                       |                                       |                                       |                                       |                                       |                                      |                                      |                                      |                                      |                                      |                                      |                                    |                                    |                 |                 |                                |                                |                                |                                |                                |                                |                             |                             |                             |                             |  |  |  |  |  |  |  |  |  |  |  |  |  |  |
|                                                       |                                                       |                                                       |                                                       |                                                       |                                                       |  |  |                                       |                                       |                                       |                                       |                                       |                                       |                                      |                                      |                                      |                                      |                                      |                                      |                                    |                                    |                 |                 |                                |                                |                                |                                |                                |                                |                             |                             |                             |                             |  |  |  |  |  |  |  |  |  |  |  |  |  |  |
| Gregor I. Tuskulski (grof)                            | Gregor I. Tuskulski (grof)                            | Gregor I. Tuskulski (grof)                            | Gregor I. Tuskulski (grof)                            | Gregor I. Tuskulski (grof)                            | Gregor I. Tuskulski (grof)                            |  |  | Janez XII. (papež) 955–964            | Janez XII. (papež) 955–964            | Janez XII. (papež) 955–964            | Janez XII. (papež) 955–964            | Janez XII. (papež) 955–964            | Janez XII. (papež) 955–964            |                                      |                                      | Benedikt VII. (papež) 974-983        | Benedikt VII. (papež) 974-983        | Benedikt VII. (papež) 974-983        | Benedikt VII. (papež) 974-983        | Benedikt VII. (papež) 974-983      | Benedikt VII. (papež) 974-983      |                 |                 |                                |                                |                                |                                |                                |                                |                             |                             |                             |                             |  |  |  |  |  |  |  |  |  |  |  |  |  |  |
| Gregor I. Tuskulski (grof)                            | Gregor I. Tuskulski (grof)                            | Gregor I. Tuskulski (grof)                            | Gregor I. Tuskulski (grof)                            | Gregor I. Tuskulski (grof)                            | Gregor I. Tuskulski (grof)                            |  |  | Janez XII. (papež) 955–964            | Janez XII. (papež) 955–964            | Janez XII. (papež) 955–964            | Janez XII. (papež) 955–964            | Janez XII. (papež) 955–964            | Janez XII. (papež) 955–964            |                                      |                                      | Benedikt VII. (papež) 974-983        | Benedikt VII. (papež) 974-983        | Benedikt VII. (papež) 974-983        | Benedikt VII. (papež) 974-983        | Benedikt VII. (papež) 974-983      | Benedikt VII. (papež) 974-983      |                 |                 |                                |                                |                                |                                |                                |                                |                             |                             |                             |                             |  |  |  |  |  |  |  |  |  |  |  |  |  |  |
|                                                       |                                                       |                                                       |                                                       |                                                       |                                                       |  |  |                                       |                                       |                                       |                                       |                                       |                                       |                                      |                                      |                                      |                                      |                                      |                                      |                                    |                                    |                 |                 |                                |                                |                                |                                |                                |                                |                             |                             |                             |                             |  |  |  |  |  |  |  |  |  |  |  |  |  |  |
| Benedikt VIII. (papež) papež 1012–1024                | Benedikt VIII. (papež) papež 1012–1024                | Benedikt VIII. (papež) papež 1012–1024                | Benedikt VIII. (papež) papež 1012–1024                | Benedikt VIII. (papež) papež 1012–1024                | Benedikt VIII. (papež) papež 1012–1024                |  |  | Alberik III. Tuskulski (grof) u. 1044 | Alberik III. Tuskulski (grof) u. 1044 | Alberik III. Tuskulski (grof) u. 1044 | Alberik III. Tuskulski (grof) u. 1044 | Alberik III. Tuskulski (grof) u. 1044 | Alberik III. Tuskulski (grof) u. 1044 |                                      |                                      | Janez XIX. (papež) papež 1024–1032   | Janez XIX. (papež) papež 1024–1032   | Janez XIX. (papež) papež 1024–1032   | Janez XIX. (papež) papež 1024–1032   | Janez XIX. (papež) papež 1024–1032 | Janez XIX. (papež) papež 1024–1032 |                 |                 |                                |                                |                                |                                |                                |                                |                             |                             |                             |                             |  |  |  |  |  |  |  |  |  |  |  |  |  |  |
| Benedikt VIII. (papež) papež 1012–1024                | Benedikt VIII. (papež) papež 1012–1024                | Benedikt VIII. (papež) papež 1012–1024                | Benedikt VIII. (papež) papež 1012–1024                | Benedikt VIII. (papež) papež 1012–1024                | Benedikt VIII. (papež) papež 1012–1024                |  |  | Alberik III. Tuskulski (grof) u. 1044 | Alberik III. Tuskulski (grof) u. 1044 | Alberik III. Tuskulski (grof) u. 1044 | Alberik III. Tuskulski (grof) u. 1044 | Alberik III. Tuskulski (grof) u. 1044 | Alberik III. Tuskulski (grof) u. 1044 |                                      |                                      | Janez XIX. (papež) papež 1024–1032   | Janez XIX. (papež) papež 1024–1032   | Janez XIX. (papež) papež 1024–1032   | Janez XIX. (papež) papež 1024–1032   | Janez XIX. (papež) papež 1024–1032 | Janez XIX. (papež) papež 1024–1032 |                 |                 |                                |                                |                                |                                |                                |                                |                             |                             |                             |                             |  |  |  |  |  |  |  |  |  |  |  |  |  |  |
|                                                       |                                                       |                                                       |                                                       |                                                       |                                                       |  |  |                                       |                                       |                                       |                                       |                                       |                                       |                                      |                                      |                                      |                                      |                                      |                                      |                                    |                                    |                 |                 |                                |                                |                                |                                |                                |                                |                             |                             |                             |                             |  |  |  |  |  |  |  |  |  |  |  |  |  |  |
| vojvoda Peter Rimski                                  | vojvoda Peter Rimski                                  | vojvoda Peter Rimski                                  | vojvoda Peter Rimski                                  | vojvoda Peter Rimski                                  | vojvoda Peter Rimski                                  |  |  | Gaius                                 | Gaius                                 | Gaius                                 | Gaius                                 | Gaius                                 | Gaius                                 |                                      |                                      | Octavianus                           | Octavianus                           | Octavianus                           | Octavianus                           | Octavianus                         | Octavianus                         |                 |                 | Benedikt IX. (papež) 1012–1055 | Benedikt IX. (papež) 1012–1055 | Benedikt IX. (papež) 1012–1055 | Benedikt IX. (papež) 1012–1055 | Benedikt IX. (papež) 1012–1055 | Benedikt IX. (papež) 1012–1055 |                             |                             |                             |                             |  |  |  |  |  |  |  |  |  |  |  |  |  |  |

## Ocena
- Težko je dognati pravo resnico, kajti žal največ poročil o Sergiju III. prihaja k nam od njegovih nasprotnikov. Drži sicer, da je Sergij z enim mahom razglasil za nične posvetitve, ki jih je opravil papež Formoz; da pa je dal usmrtiti svoja predhodnika, in da je iz nečastnega razmerja z Marozio imel sina, ki je pozneje postal papež Janez XI., je treba smatrati več kot za dvomno. Te omembe podajajo edino njegovi hudi ali napačno obveščeni sovražniki, in ne soglašajo s tistim, kar o njem pravijo spoštovanja vredni sodobniki. [13]
- Leon V. je vladal verjetno malo več kot en mesec, med julijem in septembrom 903. Njegovo papeževanja pada v sredino zakritega tridesetletja (880-okrog 910) – kot ga označuje Arnaldi – ki obstaja iz trajajoče zapletene skrivnosti. Ta skrivnost ne prizanaša niti formozijanskemu vprašanju, ki se je razbohotilo v zadnjem petletju IX. stoletja, ter je vplivalo na dogodke najkrajšega obdobja vladavine Leona V. Okoliščine smrti papeža Leona so nejasne prav tako kot njegovega življenja. Po papeževanju nekaj čez mesec ga je ujel kardinal-duhovnik pri San Damasu Krištof, in ga vrgel v ječo. Sebe je vrinil na sedež sv. Petra, toda kmalu je tudi njega doletela ista usoda: odstavil ga je Sergij III. in ga zaprl v ječo skupaj s predhodnikom, v isto celico. Nekateri viri poročajo, da se je končno usmilil obeh zaprtih pontifikov in ju dal zadaviti. Zdi se pa verjetneje, da je Leon umrl naravne smrti ali v ječi ali v samostanu; menda tako tudi Krištof. [20]
- Mann zavrača kot zlobno natolcevanje Vulgarijevo trditev, češ da je hudobni papež Sergij III. papeža Leona V. in protipapeža Krištofa zadavil v zaporu. Še pokojni Kelly [21], še živeči cerkveni zgodovinar Reardon, in učeni Miranda [22] sprejemajo to napačno obrekovanje kot resnično. [23]
- To obdobje smemo imenovati mračno predvsem zaradi popolnega pomanjkanja neodvisnih zgodovinskih virov. Ozračje negotovosti glede tega obdobja poudarja in vključno potrjuje kriza, ki so jo preživljale takratne politične in cerkvene rimske ustanove: poročil, ki jih vsebujejo takratni seznami, praktično ni; žal istočasno obstaja zgodovinopisna praznina, ki je vsepovsod značilna za prvi dve desetletji X. stoletja. [24]
- Po smrti papeža Teodorja II. sta dva kardinala istočasno trdila, češ da sta izvoljena za papeža: Janez IX. in Sergij III.. Tekmeca je Janez IX. izobčil in so ga izgnali iz mesta, a je pozneje, leta 904, le postal papež. Janez IX. je sklical sinodo in potrdil Teodorjeve odločitve glede Formozove rehabilitacije in veljavnosti posvetitev; tudi je prepovedal sojenja ljudem po njihovi smrti. [25] Še pozneje pa je papež Sergij III. razveljavil zborovanja Teodorja II. in Janeza IX., ter zopet uveljavil odločitve Mrliškega zbora. [26]
- Za papeže je bilo 10. stoletje zares temačno in ga po pravici imenujemo mračno stoletje. Brez cesarske zaščite so bili nemočni in prepuščeni muham rimskega in italijanskega plemstva, ki si je nadzor nad Cerkvijo pridobivalo tako, da je na njene položaje nastavljalo svoje sorodnike ali politične somišljenike, ne glede na to, ali so bili vredni te časti; v svojem stremuštvu so nastavljali in odstavljali papeže, večkrat pa jim tudi stregli po življenju. Kronika, ki jo je napisal nemški škof Liutprand,[27] slika posvetnost na papeževem dvoru; vendar jo je treba brati s pridržkom, saj je bil pisec zelo protirimsko razpoložen - kar tudi sam izrecno poudarja - in je zato dvomno, da je pisal nepristransko. [28] Mračno pa imenujejo to stoletje tudi zato, ker je bilo polno spletk in umorov, ki so dosegali tudi papeški dvor; obenem pa je bilo to tudi obdobje roparskih vpadov divjih poganskih Normanov, Vikingov in Madžarov, ter muslimanskih Saracenov in Turkov.
- Za to obdobje manjkajo neodvisni in nepristranski zgodovinski viri. Večino poročil o škandalih, nasilju in razvratu v Rimu je napisal torej Liutprand. Svojemu delu je dal pomenljiv naslov Maščevanje. Ta naslov daje slutiti, da je v svojem pripovedovnju brez dvoma pretiraval in da je pač nalašč izbiral samo pikantne zgodbe, da bi se na ta način maščeval nekaterim ljudem. Pretresljivo pa je na primer Liutprandovo mnenje, da je bila za Langobarde, Sase in Franke najhujša zmerljivka in žalitev, če si komu rekel, da je Rimljan. V tej besedi je po njegovem mnenju izraženo vse, kar ja na tem svetu slabega, zlobnega in gnilega. Kljub Liutprandovim pretiravanjem pa je ostalo v takratni družbi še vedno dovolj slabega, kar je najedalo tudi Cerkev tako od zunaj kot od znotraj. Tako si lahko mislimo, da je to kljub pretiravanjem to bil v resnici strašen čas. [29]